# Tricyphona ericarum
Tricyphona (Tricyphona) ericarum là một loài ruồi trong họ Pediciidae. Chúng phân bố ở vùng Indomalaya.